# Al-Jafr, Arabia Saudită
Al-Jafr (scris și Al-Jafer sau Al-Jafar) este un sat în Guvernoratul Al-Ahsa în Arabia Saudită. Este situat la aproximativ 10 km de Al-Hofuf și este unul dintre satele estice ale Guvernoratului Al-Ahsa. Spre deosebire de satele din apropiere, Al-Jafr are unele birouri guvernamentale, cum ar fi secția de poliție Al-Jafr.